# Священна ліга (1571)
Священна ліга (ісп. Liga Santa, італ. Lega Santa) — коаліція католицьких держав, що існувала у період з 1571 до 1573 року й утворена з метою боротьби проти османської експансії, зокрема, прагнення турків установити контроль над східним Середземномор'ям.

## Учасники
| Назва     | Священна ліга |
| --------- | --- |
| Існування | 1571-1573 |
| Учасники  | Папська держава Іспанська імперія - Неаполітанське королівство - Сицилійське королівство Венеційська республіка Генуезька республіка Тосканське герцогство Пармське герцогство Савойське герцогство Мальтійський орден |
| Лідери    | Пій V Філіп II Альвізе I Моченіго й інші |
| Цілі      | Захист католицького світу від османської експансії |

## Передумови
Після розірвання Османською імперією 1570 року мирної угоди з Венеційською республікою та відкритої підготовки Селімом II вторгнення на Кіпр Венеція звернулась по допомогу до католицьких держав. Допомогу венеційцям надали папа Пій V та іспанський король Філіп II, однак експедиція коаліційних сил на Кіпр завершилась провалом, і невдовзі острів було захоплено турками (1571). Невдача експедиції стала значним ударом і для Венеції, і для папства. Пій V дійшов висновку, що головна перепона для порозуміння між Венецією та Іспанією полягала в тому, що Венеція турбувалась про безпеку своїх колоній у Леванті, натомість Іспанію значно більше хвилювала загроза її власним володінням у Північній Африці з боку васалів султана.

## Створення та воєнні дії

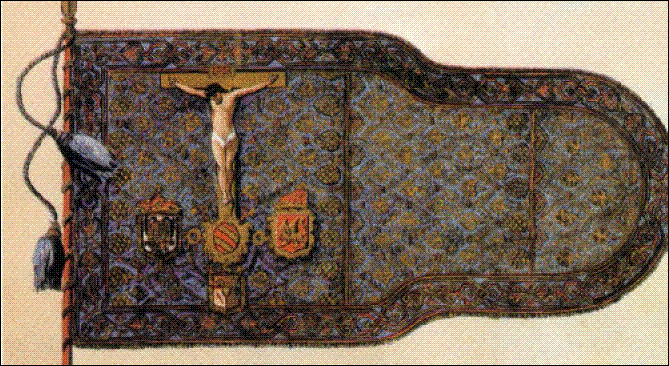
Штандарт Священної ліги в битві при Лепанто (1571)

1570 року Пій V скликав збори для врегулювання розбіжностей та оформлення нової коаліції. Завдяки його дипломатичним зусиллям 25 травня 1571 року в Соборі Святого Петра було офіційно оголошено угоду про створення нової Священної ліги. Держави, що підписали угоду, зобов’язались спільними зусиллями спорядити 200 галер, 100 транспортних суден, підготувати 50 тисяч піхотинців і 4,5 тисячі кавалеристів, а також артилерію та припаси в необхідній кількості. Ці сили мали збиратись щороку (найпізніше — у квітні), щоб брати участь у літній кампанії там, де вважатимуть за потрібне. Іспанія брала на себе половину військових витрат, Венеція — третину, папа — одну шосту.
7 жовтня 1571 року об'єднаний флот Священної ліги під командуванням дона Хуана Австрійського завдав туркам нищівної поразки в битві при Лепанто. Ця перемога сильно вразила Європу, однак вирішальної ролі у війні не відіграла. Союзники, між якими загострились суперечки, не розвинули успіх, розійшовшись на зимові квартири. Османам вдалось швидко відновити свій флот, і подальший перебіг бойових дій складався на їхню користь.

## Розпад
1 травня 1572 року помер Пій V, і це позбавило Священну лігу головного організатора. Іспанія під різними приводами затягувала вихід у море. За рік після Лепанто союзний і турецький флоти все ж знову зустрілись, цього разу поблизу Модона. Якийсь час вони стояли один навпроти одного (турки — в гавані, кораблі Священної ліги — на зовнішньому рейді); союзникам було відомо, що Модон — не годиться для тривалого розміщення великого флоту. Однак дон Хуан Австрійський раптово оголосив, що не може далі залишатись у грецьких водах і повертається на захід; папський адмірал Колонна узяв його сторону. Венеційці безуспішно намагались переконати короля Іспанії в необхідності продовження спільних дій проти турків, але його увага вже відволіклась на події в Нідерландах. Новий папа Григорій XIII також не був зацікавлений у продовженні війни. Священна ліга фактично припинила своє існування. Кинута союзниками, Венеція була змушена пристати на продиктовані турками умови миру. 3 березня 1573 року було підписано мирну угоду, за якою Кіпр залишався під владою турків, а Венеція сплачувала солідну контрибуцію. Наступного року Селім II захопив Туніс. Всі ключові комунікації на Середземному морі знову опинилися в руках османів.